# Rugosolibethra acheloa
Rugosolibethra acheloa är en insektsart som först beskrevs av Günther 1940.  Rugosolibethra acheloa ingår i släktet Rugosolibethra och familjen Diapheromeridae. Inga underarter finns listade i Catalogue of Life.